# 森永理美
森永 理美（もりなが さとみ ）　JAZZピアニスト

## 来歴・人物
幼少よりクラシックピアノを学び、愛知県立明和高等学校へ入学する。
高校時代にJAZZに目覚め、甲陽音楽学院へ進学。竹下清志に師事し、在学中より、東海地方の地方のJAZZクラブで演奏し、同校を卒業後、本格的にJAZZライブで演奏。
これまでに、青木カレン、三槻直子、司いつ子、松島啓之等と共演。
2010年11月、自身初のCD「But Beautiful」をリリース。同年には、レコーディングメンバーである松島啓之を迎え、レコ発ツアーを成功させる。